# 威力手套
威力手套是任天堂於1989年推出的一款紅白機控制器，為體感控制器的先驅，並因此紅極一時。然而，因為威力手套沒有和遊戲组合销售，加上其難以操控且操作準確度極差，用威力手套操控的兩款遊戲《黑街》（1989年）和《超級手套球》（1990年）都賣得不好，威力手套也逐漸沒落，于发售一年后停產。

## 開發與發布
威力手套最早於1989年問世，是體感控制器的先驅。雖然其是經過任天堂授權的產品，但任天堂並未參與威力手套的設計和發布。威力手套由葛蘭特·哥達德（Grant Goddard）與山謬·庫珀·戴維斯（Samuel Cooper Davis）為亞柏拉罕/珍特爾娛樂設計，在美國由美泰兒製作，在日本由PAX製作。湯瑪士·G·季默曼（Thomas G. Zimmerman）與傑倫·藍尼爾（虛擬現實技術的先驅）也參與過開發作業。美泰兒找來Image Design and Marketing的哈爾·柏格（Hal Berger）和蓋瑞·亞馬林（Gary Yamron）將威力手套的最初設計開發成可用產品，這項工作花了他們八星期的時間。威力手套於1990年停產。

## 操控方式與遊戲

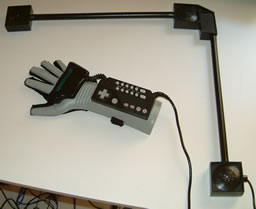
威力手套與感應器

除了手套主體外，威力手套的手腕部分上還附有傳統紅白機控制器的按鈕。使用時，玩家須先將感應器安裝在主機上，以接收威力手套的感應動作。在玩遊戲前，玩家還要先在威力手套上的按鈕輸入遊戲的對應密碼，才能進行遊戲。威力手套共有14種不同的操作動作，如握拳、動手指、手腕往上或往旁邊揮動等等。《黑街》（1989年，原本是電腦遊戲）和《超級手套球》（1990年）兩款任天堂遊戲特別設計成需使用威力手套控制。另外還有三款從未發行的遊戲《手套飛行員》（Glove Pilot）、《手套大冒險》（Manipulator Glove Adventure）和《科技城》（Tech Town，又稱Tektown）也專門用威力手套操控。其他任天堂遊戲也可以使用威力手套控制。

## 反響與銷量
威力手套在發布初期紅極一時，但因為操控方式過於複雜且操作準確度極差，加上用久了玩家手部會痠痛，威力手套逐漸沒落。沒有左撇子專用的威力手套也是問題之一。1990年，《紐約》雜誌預測，到了該年年底，美泰兒應該能賣出100萬份威力手套，但實際銷量並未達到預期。使用威力手套的兩款遊戲《黑街》和《超級手套球》也因為以上原因和威力手套沒有和遊戲組合銷售而銷量慘淡。據電玩雜誌《Next Generation》報導，截止至1996年，威力手套共賣出近100萬份。

## 相關
威力手套曾出現在任天堂出品的電影《小鬼翹家》（1989年）中。劇中，主角的對手炫耀著自己的威力手套，說：「我愛威力手套，它實在太酷了」（I love the Power Glove. It's so bad.）。2012年，威力手套出現在卡通《天兵公園》第3季的第20集《超驚爆手套》（Video Game Wizards）中，以「超驚爆手套」（The Maximum Glove）的名稱登場。2013年，據報導，一部關於威力手套的紀錄片《手套的威力》（The Power of Glove）已在籌拍當中。該片於2017年8月26日在美國上映。此外，也有發明家將威力手套改裝來做研究。

## 外部連結
- 威力手套的廣告 （页面存档备份，存于）（英文）
- 電影《小鬼翹家》中出現威力手套的橋段 （页面存档备份，存于）（英文）